# Spoorlijn Frederiksberg - Frederikssund
De spoorlijn Frederiksberg / Valby - Frederikssund (Deens: Frederikssundbanen) is een spoorlijn tussen Frederiksberg / Valby en Frederikssund van het eiland Seeland in Denemarken.

## Geschiedenis
De lijn werd geopend op 17 juni 1879 tussen Station Frederikssund en Station Frederiksberg. Station Frederiksberg lag voor 1911 aan de spoorlijn Kopenhagen - Korsør. Nadat in 1911 het huidige hoofdstation werd geopend en station Frederiksberg niet langer aan de lijn Kopenhagen - Korsør lag werd een nieuwe verbindingsboog tussen Vanløse en Valby in gebruik genomen. Het oude gedeelte tussen Frederiksberg werd met name voor goederen gebruikt tot de opening als eerste S-tog lijn in 1934.
In 1941 werd het gedeelte tussen Valby en Vanløse op dubbelspoor gebracht en ook onderdeel van de S-tog. In 1949 werd de S-tog verlengd tot Ballerup en verdubbeld tot Herlev. Een tweede spoor tussen Ballerup en Herlev werd gebouwd in de periode 1966-1970. In 1989 was de volledige lijn geëlektrificeerd, tegelijkertijd werd het eindpunt van de lijn in Frederikssund weer verplaatst naar de originele meer centrale plek. In 1928 was het station dichter naar de haven verplaatst voor de aansluiting met de spoorlijn Næstved - Hillerød, toen deze reeds in 1936 alweer sloot behield het station ruim 50 jaar de wat meer afgelegen locatie. In 2002 was de volledige lijn op dubbespoor.

## Huidige toestand
In 1998 werd dit gedeelte tussen Frederiksberg en Vanløse gesloten en sinds 2002 is dit onderdeel van de metro van Kopenhagen. De rest van de lijn is in gebruik voor de S-tog lijnen C en H. Vanaf 2018 zal Station Frederiksberg zijn uitgebreid voor de ringbaan van de Metro.

## Stations
| Station                 | Lijnen   | Geopend           | S-tog             | Opmerking                                                              |
| ----------------------- | -------- | ----------------- | ----------------- | ---------------------------------------------------------------------- |
| Valby                   | B Bx C H | 30 november 1911  | 1 november 1934   | aansluiting lijn Kopenhagen - Korsør Regional 4A                       |
| Langgade                | C H      | 23 september 1941 | 23 september 1941 | Heette Valby Langgade tot 1946                                         |
| Peter Bangs Vej         | C H      | 23 september 1941 | 23 september 1941 |                                                                        |
| Flintholm               | C F H    | 24 januari 2004   | 24 januari 2004   | aansluiting lijn Hellerup - Vigerslev                                  |
| Vanløse                 | C H      | 15 juni 1879      | 23 september 1941 | M1 M2                                                                  |
| Jyllingevej             | C        | 15 mei 1949       | 15 mei 1949       |                                                                        |
| Islev                   | C        | 1931              | 15 mei 1949       |                                                                        |
| Husum                   | C        | 1880              | 15 mei 1949       | 200S                                                                   |
| Herlev                  | C H      | 17 juni 1879      | 15 mei 1949       | 300S 350S                                                              |
| Skovlunde               | C        | 1882              | 15 mei 1949       |                                                                        |
| Malmparken              | C        | 28 mei 1989       | 28 mei 1989       | 350S                                                                   |
| Ballerup                | C H      | 17 juni 1879      | 15 mei 1949       | 350S 400S 500S                                                         |
| Måløv                   | C H      | 17 juni 1879      | 28 mei 1989       |                                                                        |
| Lyfa Trinbræt           | C        | 27 november 2000  | 27 november 2000  |                                                                        |
| Kildedal                | C        | 27 november 2000  | 27 november 2000  |                                                                        |
| Veksø                   | C H      | 17 juni 1879      | 28 mei 1989       |                                                                        |
| Stenløse                | C H      | 18 februari 1882  | 28 mei 1989       |                                                                        |
| Gammel Toftegård/Egedal | C H      | 15 september 2002 | 15 september 2002 |                                                                        |
| Ølstykke                | C H      | 17 juni 1879      | 28 mei 1989       | 600S                                                                   |
| Oppe Sundby Trinbræt    | —        | 1923?             | —                 | Gesloten op 27 mei 1989 voormalige aansluiting lijn Næstved - Hillerød |
| Frederikssund           | C H      | 17 juni 1879      | 28 mei 1989       | Knooppunt diverse buslijnen                                            |

## Aansluitingen
Frederiksberg / Valby
Spoorlijn Kopenhagen - Korsør (Vestbanen)
Flintholm
Spoorlijn Hellerup - Vigerslev (Ringbanen)
Frederikssund
Spoorlijn Næstved - Hillerød (Midtbanen)